# Coupe d'Allemagne de patinage artistique 1990
Navigation
Édition précédente Édition suivante
La Coupe d'Allemagne était une compétition internationale de patinage artistique qui se déroulait en Allemagne au cours de l'automne, entre 1986 et 2004. Elle accueillait des patineurs amateurs de niveau senior dans quatre catégories: simple messieurs, simple dames, couple artistique et danse sur glace. En 1990, son nom officiel était la Coupe des nations.
La quatrième Coupe d'Allemagne est organisée du 15 au 17 novembre 1990 à Gelsenkirchen.

## Résultats

### Messieurs
| Rang | Nom                   | Pays            | Points | Prog. court | Prog. libre |
| ---- | --------------------- | --------------- | ------ | ----------- | ----------- |
| 1    | Kurt Browning         | Canada          | 1.5    | 1           | 1           |
| 2    | Todd Eldredge         | États-Unis      | 3.0    | 2           | 2           |
| 3    | Ronny Winkler         | Allemagne       | 5.0    | 4           | 3           |
| 4    | Alessandro Riccitelli | Italie          | 8.0    | 8           | 4           |
| 5    | Axel Médéric          | France          | 8.0    | 6           | 5           |
| 6    | Oliver Höner          | Suisse          | 8.5    | 3           | 7           |
| 7    | Daniel Weiss          | Allemagne       | 9.5    | 7           | 6           |
| 8    | Steven Cousins        | Royaume-Uni     | 10.5   | 5           | 8           |
| 9    | Pavel Vanco           | Tchécoslovaquie | 14.5   | 11          | 9           |
| 10   | Masakazu Kagiyama     | Japon           | 15.0   | 10          | 10          |

### Dames
| Rang | Nom                 | Pays             | Points | Prog. court | Prog. libre |
| ---- | ------------------- | ---------------- | ------ | ----------- | ----------- |
| 1    | Kristi Yamaguchi    | États-Unis       | 1.5    | 1           | 1           |
| 2    | Evelyn Großmann     | Allemagne        | 3.0    | 2           | 2           |
| 3    | Karen Preston       | Canada           | 5.0    | 4           | 3           |
| 4    | Marina Kielmann     | Allemagne        | 5.5    | 3           | 4           |
| 5    | Yuka Sato           | Japon            | 8.0    | 6           | 5           |
| 6    | Marie-Pierre Leray  | France           | 10.5   | 9           | 6           |
| 7    | Marcella Kochollova | Tchécoslovaquie  | 10.5   | 5           | 8           |
| 8    | Nathalie Krieg      | Suisse           | 12.0   | 10          | 7           |
| 9    | Alma Lepina         | Union soviétique | 12.5   | 7           | 9           |
| 10   | Christine Mauri     | Italie           | 15.0   | 8           | 11          |
| 11   | Andrea Law          | Royaume-Uni      | 15.5   | 11          | 10          |

### Couples
| Rang | Nom                                        | Pays             | Points | Prog. court | Prog. libre |
| ---- | ------------------------------------------ | ---------------- | ------ | ----------- | ----------- |
| 1    | Natalia Mishkutenok / Artur Dmitriev       | Union soviétique | 1.5    | 1           | 1           |
| 2    | Christine Hough / Doug Ladret              | Canada           | 3.5    | 3           | 2           |
| 3    | Radka Kovaříková / René Novotný            | Tchécoslovaquie  | 4.0    | 2           | 3           |
| 4    | Sharon Carz / Doug Williams                | États-Unis       | 6.5    | 5           | 4           |
| 5    | Ines Müller / Ingo Steuer                  | Allemagne        | 7.0    | 4           | 5           |
| 6    | Catherine Barker / Michael Aldred          | Royaume-Uni      | 9.0    | 6           | 6           |
| 7    | Patricia Jares / Thorsten Alexander Weigle | Allemagne        | 10.5   | 7           | 7           |
| 8    | Nadine Pflaum / Daniele Caprano            | Allemagne        | 12.0   | 8           | 8           |
| 9    | Saskia Bourgeois / Guy Bourgeois           | Suisse           | 13.5   | 9           | 9           |
| 10   | Anna Tabacchi / Massimo Salvade            | Italie           | 15.0   | 10          | 10          |

### Danse sur glace
| Rang | Nom                                 | Pays             | Points | Danse imposée | Danse originale | Danse libre |
| ---- | ----------------------------------- | ---------------- | ------ | ------------- | --------------- | ----------- |
| 1    | Irina Romanova / Igor Yaroshenko    | Union soviétique | 3.0    | 2             | 2               | 1           |
| 2    | April Sargent / Russ Witherby       | États-Unis       | 3.0    | 1             | 1               | 2           |
| 3    | Anna Croci / Luca Mantovani         | Italie           | 6.0    | 3             | 3               | 3           |
| 4    | Isabelle Sarech / Xavier Debernis   | France           | 8.0    | 4             | 4               | 4           |
| 5    | Monika Mandikova / Oliver Pekar     | Tchécoslovaquie  | 10.0   | 5             | 5               | 5           |
| 6    | Saskia Stahler / Sven Authorsen     | Allemagne        | 13.0   | 7             | 7               | 6           |
| 7    | Anne Hall / Jason Blomfield         | Royaume-Uni      | 13.0   | 6             | 6               | 7           |
| 8    | Diane Gerenscer / Bernard Columberg | Suisse           | 16.4   | 9             | 8               | 8           |
| 9    | Laurie Palmer / Mark Mitchell       | Canada           | 18.4   | 10            | 9               | 9           |
| 10   | Syoko Higashino / Tatsuro Matsumura | Japon            | 20.4   | 11            | 10              | 10          |

## Source
- Patinage Magazine N°25 (Décembre 1990-Janvier/Février 1991)
- (en) « Ice ABROAD - RWE NATIONS CUP ON ICE '90 », sur usfsa.xmlmanager.qg.com